# Pirateria al Mediterrani antic

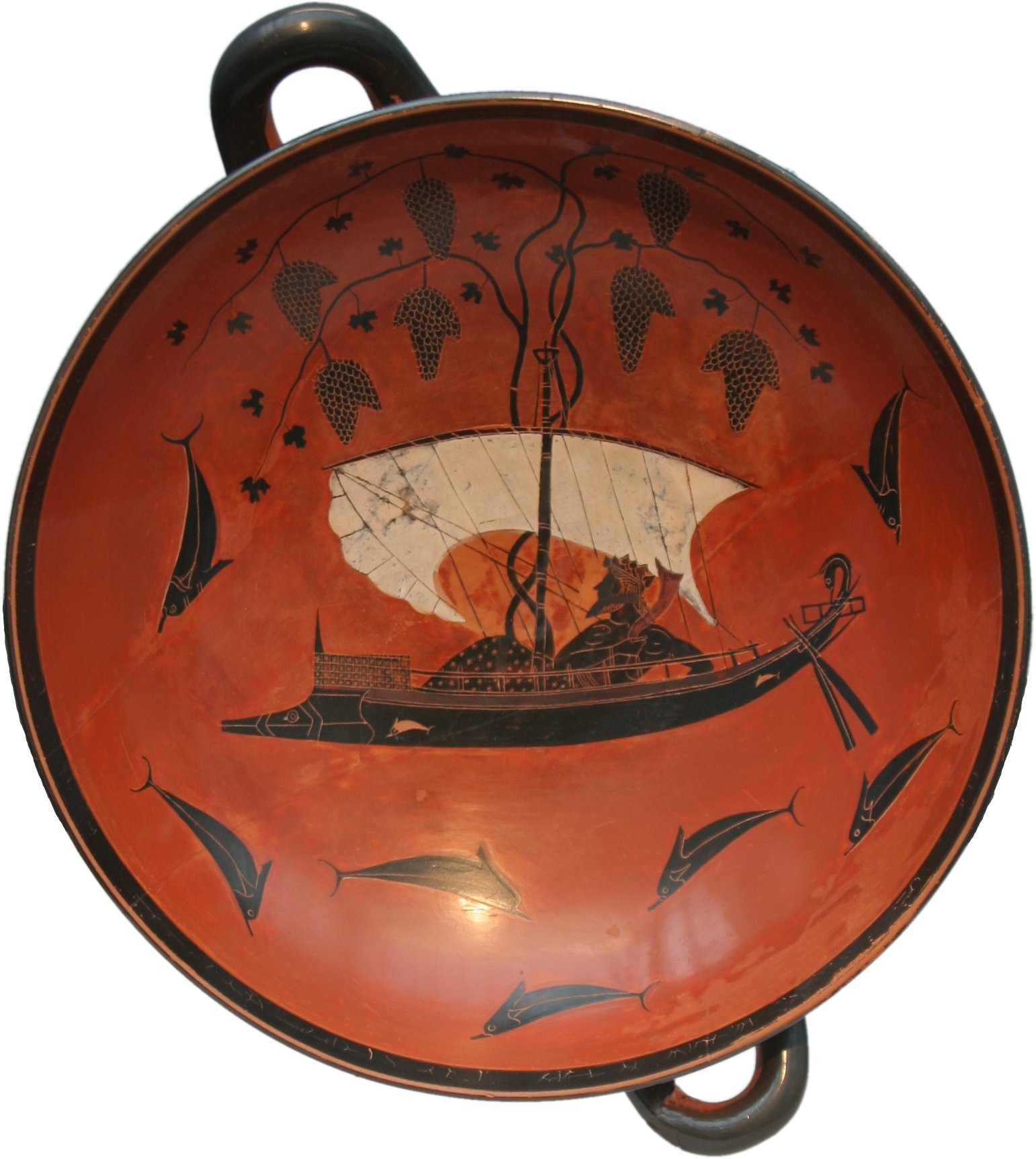
Representació del mite del segrest de Dionís per part d'uns pirates tirrens, en un calze del 530 aC trobat a la ciutat etrusca de Vulci.

La pirateria al Mediterrani antic és la primera mostra de pirateria marítima, atacs d'embarcacions per part de grups navals armats. Des del principi de la història, en el Mediterrani oriental hi havien onades de pirateria, lligades amb el comerç.
La pirateria era un mètode d'obtenir riquesa i esclaus, explotat per gairebé tots els pobles de les costes antigues: des dels prehistòrics pobles de la mar i etruscos fins als grecs clàssics. L'hegemonia de diverses potències es va reflectir en la pirateria, ja que restringien temporalment la pirateria, però no l'eliminaven. La pirateria marítima al Mediterrani es va erradicar completament el segle i aC, en època d'hegemonia romana.

## Història

### Orígens
La història de la pirateria marítima comença simultàniament amb la història del comerç i dels vaixells a la Mediterrània i es remunta als finals de l'edat del bronze. La navegació s'origina al voltant de l'any 5000aC a la Xina i l'Índia, i les primeres representacions conegudes d'embarcacions es remunten a 4000-3000aC a l'antic Egipte. El Mediterrani té costes rocoses, que van afavorir el desenvolupament de la pirateria. No hi havia gaire rutes comercials terrestres, a causa dels obstacles que suposen les muntanyes i els rius. La costa rocosa no podia apta per fer una agricultura extensiva, per la qual cosa vivien principalment de la pesca. Quan aquesta els era insuficient, es van dedicar a practicar la pirateria a les principals rutes comercials marítimes.
Inicialment, la major part de vaixells que feien rutes comercials vorejaven la costa i no per alta mar, passant per llocs concrets. Els naukleroi, o mercaders que tenien vaixells, es movien a poc a poc per les rutes establertes amb la seva càrrega. Sabent per on passarien, els pirates podien robar fàcilment. A més, la costa rocosa els permetia amagar-se en llocs estratègics per poder saquejar les embarcacions.

### Desenvolupament primerenc
La costa rocosa que havia estat un bon indret per l'agricultura, era perfectament adaptable a la pirateria, regat amb entrades amagades que permetien un ràpid accés a les rutes comercials. "Els enclavaments pirates van aparèixer al voltant de les costes rocoses, que proveïen de protecció i els mantenien amagats de la vista fins que ja era massa tard, per les víctimes, d'escapar-se."
Aquests primers assaltants marítims eren, a la vegada, els primers pirates veritables, atacant qualsevol vaixell de tota nacionalitat, no debent lleialtat a ningú, però al mateix temps força únics. Com a conseqüència del seu origen terrestre, eren coneguts no només per atacar vaixells i ciutats costaneres, sinó que també per adinsar-se força a l'interior. Això va provocar, fins i tot, que les grans ciutats es traslladessin a entre 2 i 10 milles de la costa. Els pirates, no obstant, intentaven no adinsar-se massa cap a l'interior, principalment per les dificultats que suposava la posterior retirada. La velocitat era un dels elements més importants de la pirateria. Aquesta recol·locació0 va suposar un coixí relativament efectiu per les principals ciutats, com ara Atenes, Tirint o Micenes, entre d'altres. Això les protegia dels problemes del mar, però també les allunyava dels seus beneficis. El mar seguia sent la principal, i pràcticament l'única, àrea de gran comerç. Aquest fet va comportar que es construïssin dues ciutats: una a l'interior, acompanyada d'un port costaner, com és el cas de Roma i Òstia, a Itàlia, i Atenes i El Pireu, a Grècia. Per protegir aquestes connexions es van construir grans murs, com aquells que resseguien el camí entre Atenes i El Pireu." L'historiador marítim Henry Ormerod va dir: "si recordem que la pirateria va ser, durant segles, una característica normal de la vida al Mediterrani, ens adonarem de la gran influència que va exercir sobre la vida del món antic."
Tot i aquests esforços, els estats no van poder eliminar completament el contacte entre els pirates i els ports. Com que no podien eliminar completament el "negoci" dels pirates, aquest no va fer més que créixer. Els homes, sovint, s'unien als mateixos pirates que havien assaltat les seves ciutats. Fins i tot els mariners de vaixells mercants atacats per pirates s'havien lliurat a la pirateria quan no tenien feina. La pirateria oferia una carrera lliure i lucrativa, l'oportunitat per aquells que estaven interessats a canviar les seves vides i millorar les seves condicions vitals en un petit espai de temps. Per exemple, l'espai situat al voltant de Creta, famós pels seus mercats d'esclaus, va ser conegut com el "Mar Daurat", principalment per com de profitós era el mercat d'esclaus a la zona. No ha de sorprendre, doncs, que Creta fos reconeguda pels seus pirates. De fet, si una ciutat tenia un mercat d'esclaus profitós, probablement volia dir que era un port pirata, com són els casos de Cilicia o Delos. "Segons Estrabó, en un dia eren venuts fins a 10.000 esclaus a Delos." Esser segrestat per pirates i venut com a esclau era tant habitual que fins i tot era un dels temes preferits dels antics dramaturgs grecs.

### Egipte i la pirateria
Els primers anys d'història de la Mediterrània inclouen moltes referències a la pirateria, així com a les mesures desenvolupades per fer-ne front. S'ha suggerit que els Articles Pirates, que estructuraven democràticament la companyia, "derivaven de les tradicions marineres antigues", originant-se en algun moment d'aquest període. Egipte és una font primària per molts d'aquests primers registres, tant pel gran nivell de documentació, en comparació amb els estats desenvolupats durant l'edat fosca grega, com pel fet que bona part de la documentació fos gravada en pedra o preservada per les sorres seques del seu paisatge.

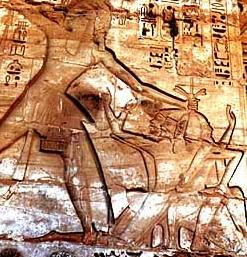
El faraó Ramsès III derrotant els pobles de la mar.

Els Lukka i els Sherden, en particular, són esmentats en les cartes d'Amarna, una sèrie de 362 tauletes d'argila que componen la correspondència entre el rei de Babilònia i el faraó Amenhotep, o el seu fill Akhenaton, sobre el fet que aquests assaltants marítims havien començat, no només a enfonsar vaixells, sinó que també a capturar ciutats. Aquests passatges són una clara referència als pirates en la seva vessant de lladres, no tant un ús genèric del concepte per definir uns agressors originats al Mediterrani. Un dels incidents registrats més antics, inscrit en una tauleta d'argila durant el regnat d'Akhenaton, explica que els pirates van atacar un vaixell el 1350 aC." Gairebé un segle més tard, Ramsès II va registrar a la tauleta de Tanis que "els revoltosos Sherden, que mai ningú ha sapigut com combatre, van venir navegant audaçment en els seus vaixells de guerra des del mig del mar, no podent ningú fer-los front."
El grup divers conegut col·lectivament com els pobles de la mar, terme utilitzat per Ramsès III al seu temple mortuori de Medinet Habu, així com en diversos obeliscs i esteles, podrien haver estat pirates. Fou allí on va registrar els atacs d'enemics anomenats Peleset (filisteus), i fins i tot els hitites, però molts dels enemics que mostra subjugant només són esmentats amb l'epitet "del mar". Ramsès III descriu com els va derrotar portant-los cap a terra ferma, "com la sorra a la vora". Possibles membres dels "pobles del mar" podrien ser el poble Tjeker de Creta, que va assentar-se a Anatòlia, la seu de l'Imperi Hitita, el qual és conegut per haver-se enfrontat amb els egipcis.
Aquesta visió negativa dels pobles del mar en els textos faraònics segueix el patró habitual del concepte egipci dels estrangers; són vistos com a éssers inferiors fins que passen a ser útils. Hi ha evidències que, mentre el poder de Grècia i Pèrsia pujava, es va convertir en més acceptable pels dirigents egipcis contractar pirates pels seus propis objectius, i a principis del període hel·lenístic eren contractats àmpliament com a forces para-legals, fins al punt que "semblava no haver-hi una distinció real entre els pirates i els mercenaris." Tot i la proximitat entre aquestes dues professions, no eren sinònims amb el terme "criminal". El terme original grec per descriure un pirata no va ser incorporat al llenguatge fins al 140 aC. Més sovint que al contrari, el terme "pirata" implicava senzillament "altre" o "els altres": un estranger o un fora de la llei, però no necessàriament un criminal.

### Pirateria a Grècia
Els dirigents de la Creta minoica van ser els primers en crear una flota amb l'objectiu específic de combatre la pirateria. Les fonts gregues descriuen aquesta flota com el producte del llegendari rei Minos, suggerint que "és probable que netegés el mar de pirates tant com va poder, per millorar els seus ingressos." Es diu que va combatre efectivament la pirateria a la seva zona fins que la seva flota fou destruïda per un tsunami, al voltant del 1400 aC, provocant el ressorgiment de la pirateria.
Molts texts de l'edat del bronze i de la Grècia arcaica, de fet, consideren la pirateria com una professió viable. "A l'antiga Grècia, la pirateria sembla que era àmpliament considerada com una manera honorable de guanyar-se la vida." Hi ha nombroses referències sobre aquest fet, com demostra la normalitat en què apareix a la Ilíada i l'Odissea, tot i que van ser escrites entre els segles VII i VI aC. Odisseu, de fet, explica un incident en què es va veure embolicat:
Vam desembarcar amb fermesa a l'indret hostil,
I vam saquejar la ciutat,
i vam destruir la raça,
Les seves dones fetes captives,
les seves possessions vam compartir,
I tots els soldats van trobar una recompensa.
Un segle més tard, l'historiador grec Tucídides (460–395 BC) parla de grans homes com Odisseu, resolent aquest fet com una professió en la seva història de la guerra del Peloponès:
Des dels primers temps els grecs i els bàrbars de la costa i de les illes, quan la comunicació per mar es va tornar més habitual, van ser temptats a convertir-se en pirates; de fet, això es convertí en el seu principal recurs de subsistència, sense considerar-se una desgràcia veure's empès a aquest extrem, sinó més aviat certa glòria.
Com indica aquest fragment, a la Grècia clàssica de Tucídides, la pirateria era més aviat vista com una "desgràcia", no pas una professió (potser amb un punt d'hipocresia, ja que l'amenaça de l'esclavitud a terra era vista com a inevitable i de dret "universal") perquè venia amb l'amenaça de la pèrdua i l'esclavitud pels ciutadans mentre viatjaven. En el moment en què Atenes es trobava al punt àlgid del seu poder, trobem pocs registres epigràfics sobre pirateria, i Tucídides no esmenta aquest perill com un dels motius particulars de l'ampliació de la flota imperial atenenca, així que és possible que la relativa seguretat dels mars en època clàssica, en comparació amb el període hel·lenístic, va ser un efecte, no tant la motivació, del desenvolupament de la Lliga de Delos, que va assegurar l'Imperi amb el seu poder.

### Pirateria durant el període hel·lenístic
Les notícies sobre pirateria al Mediterrani no reapareixen fins després de la mort d'Alexandre el Gran, l'any 323 aC. El líder macedoni havia establert un precedent per als esforços per acabar amb la pirateria en el transcurs de les seves conquestes al voltant del Mediterrani. En la seva obra De Civitate Dei, Sant Agustí exposa un diàleg entre Alexandre i un pirata que havia capturat:

Quan aquell rei va preguntar a l'home què pretenia ostentant una possessió hostil del mar, va contestar-li amb orgull: "què pretens tu ocupant tot el món? com que jo ho faig amb un petit vaixell, m'anomenen lladre, mentre que tu, com que ho fas amb una gran flota, t'anomenen emperador."
Després de la mort d'Alexandre, i en el transcurs de les conseqüents guerres, la pirateria es va convertir en un problema tant per les petites tripulacions de bandits independents, com pels estats que les contractaven com a mercenaris. Demetri I de Macedònia, en concret, va utilitzar mercenaris navals pel seu profit, unitats entre les que es trobaven tripulacions que, d'altra manera, s'haurien dedicat a la pirateria. Segons exposa Diodor de Sicília al seu llibre 20, els pirates de Demetri utilitzaven naus sense coberta, probablement per augmentar la velocitat dels vaixells.
El famós enfonsament del vaixell de Kyrenia es va produir al voltant d'aquest període, en el segle iv aC; allí s'hi van trobar puntes de llança incrustades a la coberta, així com una tauleta de maledicció de plom, la qual Kàrtsev considera que hi va ser afegida per pirates quan el vaixell s'enfonsava, probablement per assegurar-se que no serien perseguits i culpats per aquest crim.
Quan Rodes va convertir-se en la potència naval de l'Egeu, una part important de la funció de la Lliga dels Illencs (la qual havia estat fundada per Antígon el Borni per esdevenir una força aliada en el marc de les guerres dels diàdocs) era eliminar la pirateria dels seus estats membres. Rodes era la principal zona comercial del Mediterrani en aquella època, amb cinc ports als que es podia arribar des de totes les direccions del temps, i a una distància semblant des de la majoria dels principals poders hel·lenístics, motiu pel qual era imperatiu per la seva economia que les aigües del voltant fossin vistes pels comerciants com espais lliures de pirates.
El 167 aC Roma va convertir Delos en un port lliure d'impostos per acabar amb el poder i la riquesa de Rodes, provocant que els ingressos per impostos de Rodes baixessin d'1 milió de dracmes a 150.000 dracmes en només un any. Sense la seva influència política, la pirateria va incrementar-se ràpidament, afectant fins i tot el Mediterrani oriental.
La pirateria s'havia convertit en un veritable problema, motiu pel qual la defensa d'aquest perill va convertir-se en una de les raons per les quals les ciutats atorgaven decrets honorífics a individuals, com per exemple el decret del 166 aC d'Imbros: ""Lysanias és benevolent amb el poble […] es va mantenir ferm i va portar notícies de l'arribada dels pirates".
El fenomen era particularment endèmic en algunes àrees, com ara a Cilícia (sud-est de Turquia) o Il·líria (Balcans occidentals). Hi ha evidències que les "tribus il·líries costaneres havien creat el seu propi tipus de vaixell, el lembus, amb el qual realitzaven les seves depredacions." Era un vaixell petit i ràpid construït per aparèixer o retirar-se ràpidament des d'entrades amagades per atacar vaixells més grans.
La pirateria il·líria podria denominar-se, més correctament, corsarisme, ja que era potenciada per part de l'estat. A l'Històries de Polibi, que cobreix el període 220-146 aC, la seva descripció de Teuta, reina d'Il·líria, diu que "la seva primera mesura va ser garantir cartes de marca a corsaris, autoritzant-los a saquejar tots aquells amb qui es topessin."
"Els il·liris eren tant poderosos que cap el 230 aC cap comerciant honest volia participar en el comerç marítim." L'atenció de Roma se centrava en les conquestes terrestres, motiu pel qual, en un primer moment, no van intentar convertir-se en la policia naval que havia estat Rodes i, encara abans, Atenes, per al conjunt de les illes gregues. No obstant, quan les forces il·líries van atacar un comboi de vaixells que transportaven gra per l'exèrcit, el Senat va decidir enviar dos emissaris a la reina Teuta, que aviat va fer-ne matar un. Enfadat, "el cònsol Gnaeus Fulvius va salpar cap a Il·líria amb dos-cents vaixells, mentre que el cònsol Luci Postumi i 20.000 soldats marxaven per via terrestre." Cap el 228 aC Teuta s'havia rendit i els romans havien eliminat un dels paradisos pirates més coneguts de la Mediterrània.

### El Mediterrani occidental
La història de la pirateria al Mediterrani occidental, així com el comerç, és més difícil de conèixer. A diferència de les civilitzacions orientals, els pobles occidentals han estat molt menys estudiats i, per tant, són força desconeguts. Gràcies al registre arqueològic, però, els investigadors han pogut afirmar l'existència d'un comerç creixent entre tots els pobles del Mediterrani. Xipriotes, egeus i llevantins comerciaven amb la península Ibèrica, Sicília o Sardenya. Dels sards, concretament, es coneix la tipologia d'embarcació que utilitzaven, gràcies a unes representacions votives que s'han descobert. L'existència d'aquest comerç, doncs, fa entendre que la pirateria també era present a l'extrem occidental del Mediterrani.
Segons que diuen les fonts, el 123 aC els romans emprengueren una campanya contra les Illes Balears, que culminà amb la seva incorporació a la República, per causa dels estralls que causaven els pirates indígenes. En canvi, la historiografia moderna és escèptica amb la transcendència que pogués tenir aquest fenomen balear, i per trobar les causes reals hom pensa més aviat en la voluntat de dominar tota la Mediterrània o el desig de més victòries militars.

## Les liburnes descrites perVegeci
En una traducció al castellà de Flavius Renatus Vegetius es pot llegir una descripció de les liburnes pirates amb molts detalls interessants. Poden destacar-se, entre d'altres, les següents:
- la costum d'anar completament camuflades (naus, veles i tripulants) amb una pintura de color “verd terrós”
- l'ús de barques auxiliars de molts rems (“falúas” en la traducció castellana ; que en català clàssic seria una barca de panescalm) per a anar d'exploració avançada.